# بروتين ليبركان
بروتين ليبركان (بالإنجليزية Leprecan ) وهو بروتين يرتبط بتكون العظم الناقص في النوع الثامن( VIII) منه . .الاسم الرسمي لهذا الجين هو "يسين البرولين المخصب (بروتيوغليكان)

## طفراته
تم تحديد أربعة على الأقل الطفرات في الجين ليبركان في البشر ، ويعتبر شكل حاد من تكون العظم الناقص يصنف على أنه نوع ثامن. هذه الطفرات تمنع الخلايا من إنتاج البروتين.و بدون هذا الإنزيم، لا يتم تعديل بعض أشكال الكولاجين من خلال البرولين 3 الهيدروكسيل. وتؤدي هذه العيوب الكولاجين إضعاف الأنسجة الضامة، مما يؤدى إلى نمو بطيء للغاية ، وهشاشة في العظام التي قد تتعرض للكسر قبل ميلاد الجنين.

## وصلات خارجية
http://ghr.nlm.nih.gov/gene/LEPRE1
http://www.ncbi.nlm.nih.gov/pubmed/11276424
http://www.genecards.org/cgi-bin/carddisp.pl?gene=LEPRE1